# Gole della Tardara
Le gole della Tardara costituiscono un canyon naturale nei territori di Sambuca di Sicilia e Sciacca, comuni italiani della provincia di Agrigento in Sicilia.
Formate dal fiume Carboj, unico emissario del lago Arancio, sono lunghe circa 2 chilometri.